# Miletus divisa
Miletus divisa är en fjärilsart som beskrevs av Hans Fruhstorfer 1913. Miletus divisa ingår i släktet Miletus och familjen juvelvingar. Inga underarter finns listade i Catalogue of Life.